# Крейґ Бак
Крейґ Вернер Бак, або Крейг Бак (англ. Craig Werner Buck; нар. 24 серпня 1958) — американський волейболіст. Чемпіон літніх Олімпійських ігор 1984 та 1988 років, чемпіон світу 1986 року, член Міжнародної волейбольної зали слави.

## Життєпис
Народжений 24 серпня 1958 року (за однією версією — у Лос-Анджелесі, за іншою — у Сан-Дієго).
Гравець молодіжної збірної США у 1976—1979 роках.
Мешкає в м. Супіріор (Колорадо) разом із дружиною і сином.

### Досягнення
- Чемпіон літніх Олімпійських ігор: 1984, 1988,
- чемпіон світу 1986.

## Цікаво, що
Знамениті американські волейболісти Карч Кірай, Крейґ Бак, Дуґлас Дворак, Роберт Ствртлік розповідали, що підйом американського волейболу починався з того, що вони уважно переглядали фільм «Техніка виконання волейбольних прийомів Івана Бугаєнкова».